# Émile de Marcère

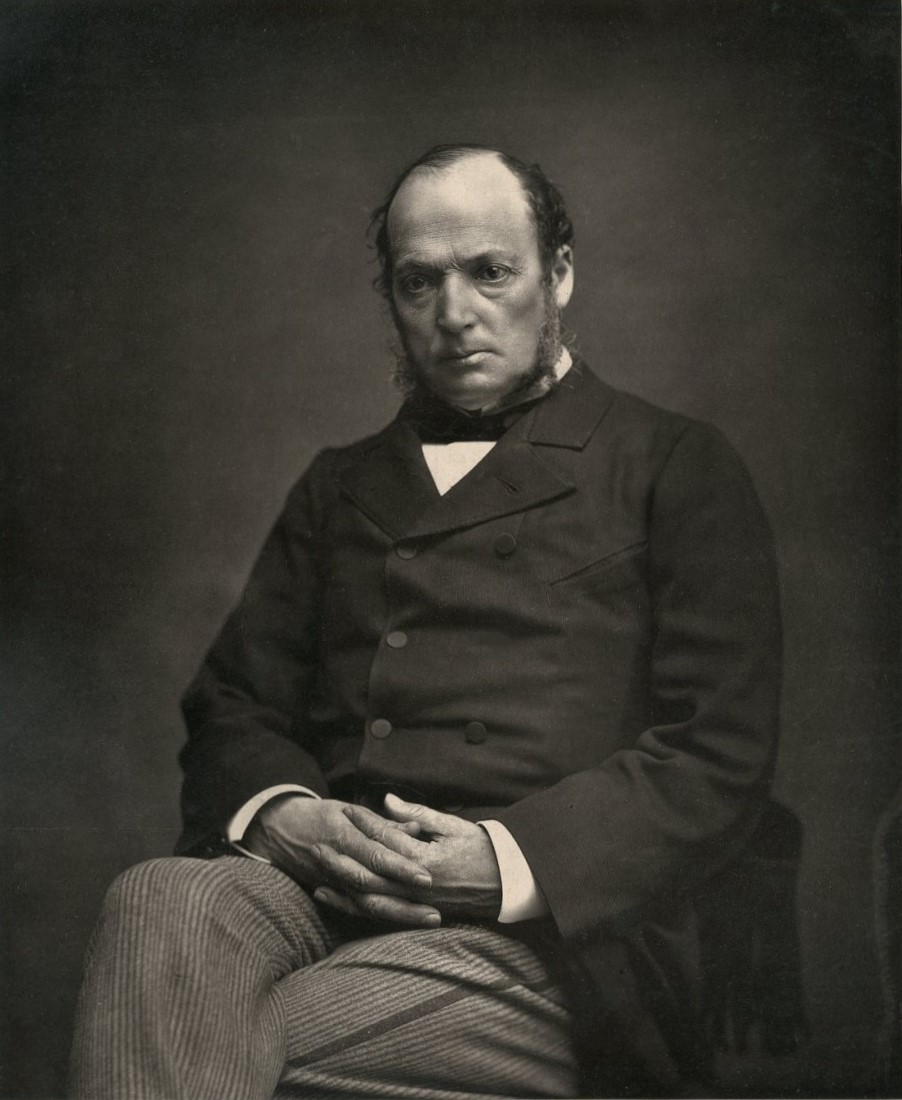
Émile de Marcère.

Émile Louis Gustave Deshayes de Marcère, född den 16 mars 1828 i Domfront, död den 27 april 1918 i Messei, var en fransk politiker.
Marcère gick den juridiska ämbetsmannabanan och  gjorde sig 1869 politiskt bemärkt genom en mot kejsardömet riktad broschyr La politique d'un provincial. Han invaldes 1871 i nationalförsamlingen och uppfordrade i broschyren La république et les conservateurs (samma år) de konservativa att ansluta sig till republiken och allmänna rösträtten samt blev en av de ledande i vänstra centern. Marcère medverkade energiskt vid tillkomsten av 1875 års författning, var 1876-84 medlem av deputeradekammaren och blev 1884 senator på livstid. Vid sin död var han den siste livstidssenatorn i Frankrike. Han var mars-maj 1876 understatssekreterare i inrikesministeriet samt maj-december 1876 och december 1877-mars 1879 inrikesminister (i kabinetten Dufaure och Waddington). Han utgav bland annat Le 16-mai 1877 et la politique du septennat (1900), Histoire de l'assemblée nationale (2 band, 1904-07) och Histoire de la république de 1876 à 1879 (2 band, 1908).